# Chrysosoma
Chrysosoma är ett släkte av tvåvingar. Chrysosoma ingår i familjen styltflugor.

## Dottertaxa tillChrysosoma, i alfabetisk ordning[1]
- Chrysosoma abruptum
- Chrysosoma adoptatum
- Chrysosoma aeneum
- Chrysosoma aequatoriale
- Chrysosoma aequilobatum
- Chrysosoma aestimabile
- Chrysosoma africanum
- Chrysosoma agrihan
- Chrysosoma albidum
- Chrysosoma albilimbatum
- Chrysosoma albipatellatum
- Chrysosoma albocrinitatum
- Chrysosoma alboguttatum
- Chrysosoma aldrichi
- Chrysosoma allectans
- Chrysosoma alliciens
- Chrysosoma alutiferum
- Chrysosoma amplipenne
- Chrysosoma angolense
- Chrysosoma angulitarse
- Chrysosoma annotatum
- Chrysosoma annuliferum
- Chrysosoma annulitarse
- Chrysosoma anomalipes
- Chrysosoma anoplum
- Chrysosoma antennatum
- Chrysosoma anthracoides
- Chrysosoma anuliseta
- Chrysosoma apicatum
- Chrysosoma appendiculatum
- Chrysosoma araluensis
- Chrysosoma argenteomicans
- Chrysosoma argentifrons
- Chrysosoma argentinoides
- Chrysosoma armillatum
- Chrysosoma arrogans
- Chrysosoma asperum
- Chrysosoma atratum
- Chrysosoma auratum
- Chrysosoma austeni
- Chrysosoma austerum
- Chrysosoma bacchi
- Chrysosoma barbipes
- Chrysosoma bauvieri
- Chrysosoma bearni
- Chrysosoma benignum
- Chrysosoma bequaerti
- Chrysosoma biciliatum
- Chrysosoma bicolor
- Chrysosoma bicoloratum
- Chrysosoma bifiguratum
- Chrysosoma biseriatum
- Chrysosoma bredoi
- Chrysosoma brevicornis
- Chrysosoma brindabellensis
- Chrysosoma brunnipenne
- Chrysosoma caeleste
- Chrysosoma caelicus
- Chrysosoma calabyi
- Chrysosoma callosum
- Chrysosoma capilliferum
- Chrysosoma carum
- Chrysosoma cautum
- Chrysosoma centrale
- Chrysosoma ceramense
- Chrysosoma chinense
- Chrysosoma chromatipes
- Chrysosoma chrysoleucum
- Chrysosoma cilifemoratum
- Chrysosoma cinctiseta
- Chrysosoma cinctitarsis
- Chrysosoma cingulipes
- Chrysosoma clarkei
- Chrysosoma clypeatum
- Chrysosoma collarti
- Chrysosoma comatum
- Chrysosoma comatus
- Chrysosoma complicatum
- Chrysosoma compressipes
- Chrysosoma compressum
- Chrysosoma confusum
- Chrysosoma congruens
- Chrysosoma conjectum
- Chrysosoma consentium
- Chrysosoma consimile
- Chrysosoma continuum
- Chrysosoma cordatus
- Chrysosoma cordieri
- Chrysosoma corruptor
- Chrysosoma cosmochirum
- Chrysosoma crassum
- Chrysosoma crinicorne
- Chrysosoma crinipes
- Chrysosoma crinitus
- Chrysosoma crypticum
- Chrysosoma cupido
- Chrysosoma cyaneculiscutum
- Chrysosoma cynicum
- Chrysosoma dalianum
- Chrysosoma daveyi
- Chrysosoma decellei
- Chrysosoma decoratum
- Chrysosoma delectans
- Chrysosoma derisior
- Chrysosoma digitulum
- Chrysosoma dilectum
- Chrysosoma dilutum
- Chrysosoma discophorum
- Chrysosoma disjunctum
- Chrysosoma disparitarse
- Chrysosoma diversicolor
- Chrysosoma divisum
- Chrysosoma du
- Chrysosoma duplicatum
- Chrysosoma duplociliatum
- Chrysosoma egens
- Chrysosoma elongatum
- Chrysosoma eminens
- Chrysosoma ernestum
- Chrysosoma excellens
- Chrysosoma excisum
- Chrysosoma excitatum
- Chrysosoma exilipes
- Chrysosoma exsul
- Chrysosoma extractum
- Chrysosoma faciatum
- Chrysosoma falcatum
- Chrysosoma fasciatum
- Chrysosoma ferriferum
- Chrysosoma figuratum
- Chrysosoma finitimum
- Chrysosoma fissilamellatum
- Chrysosoma fissum
- Chrysosoma fistulatum
- Chrysosoma flavicorne
- Chrysosoma flavitibiale
- Chrysosoma flexum
- Chrysosoma floccosum
- Chrysosoma foliatum
- Chrysosoma formosum
- Chrysosoma fortunatum
- Chrysosoma funerale
- Chrysosoma fuscopennatum
- Chrysosoma fusiforme
- Chrysosoma garambaense
- Chrysosoma gemmarium
- Chrysosoma gemmeum
- Chrysosoma ghesquieri
- Chrysosoma gilvipes
- Chrysosoma globifer
- Chrysosoma gracile
- Chrysosoma gracilitarse
- Chrysosoma grahami
- Chrysosoma grallator
- Chrysosoma grandiseta
- Chrysosoma graphicum
- Chrysosoma gromieri
- Chrysosoma grossum
- Chrysosoma guamense
- Chrysosoma guangdongense
- Chrysosoma guizhouensis
- Chrysosoma hainana
- Chrysosoma hangzhouensis
- Chrysosoma hargreavesi
- Chrysosoma hebereri
- Chrysosoma hilare
- Chrysosoma hirsutulum
- Chrysosoma humile
- Chrysosoma ignavum
- Chrysosoma ignobile
- Chrysosoma imitans
- Chrysosoma impressum
- Chrysosoma impudens
- Chrysosoma impunctatum
- Chrysosoma indentatum
- Chrysosoma indicum
- Chrysosoma infirme
- Chrysosoma inflatum
- Chrysosoma ingenuus
- Chrysosoma innatum
- Chrysosoma inopinatum
- Chrysosoma inops
- Chrysosoma inscriptum
- Chrysosoma insensibilis
- Chrysosoma insulanum
- Chrysosoma intermedius
- Chrysosoma interrogatum
- Chrysosoma interruptum
- Chrysosoma inversum
- Chrysosoma ituriense
- Chrysosoma jingpinganum
- Chrysosoma kamerunense
- Chrysosoma kandyensis
- Chrysosoma katangense
- Chrysosoma khooi
- Chrysosoma kusaiense
- Chrysosoma kuznetzovi
- Chrysosoma kwangense
- Chrysosoma lacteimicans
- Chrysosoma laeve
- Chrysosoma lasiophthalmum
- Chrysosoma latemaculatum
- Chrysosoma latemarginatum
- Chrysosoma latiapicatum
- Chrysosoma lavinia
- Chrysosoma leopoldi
- Chrysosoma leucopogon
- Chrysosoma leucopygum
- Chrysosoma leveri
- Chrysosoma liberia
- Chrysosoma lichtwardti
- Chrysosoma lilacinum
- Chrysosoma limbatifrons
- Chrysosoma lindneri
- Chrysosoma lobatus
- Chrysosoma lofokiana
- Chrysosoma longifilum
- Chrysosoma loriferum
- Chrysosoma loriseta
- Chrysosoma lucare
- Chrysosoma luchunanum
- Chrysosoma lucigena
- Chrysosoma luctuosum
- Chrysosoma ludens
- Chrysosoma lugubre
- Chrysosoma lutescens
- Chrysosoma maculipenne
- Chrysosoma maculiventre
- Chrysosoma madagascariense
- Chrysosoma marginale
- Chrysosoma marginatum
- Chrysosoma mariana
- Chrysosoma marki
- Chrysosoma medium
- Chrysosoma meensis
- Chrysosoma meijerei
- Chrysosoma meijeri
- Chrysosoma melanochira
- Chrysosoma mesotrichum
- Chrysosoma meyeri
- Chrysosoma minimans
- Chrysosoma minusculum
- Chrysosoma mirandum
- Chrysosoma mireciliatum
- Chrysosoma mixtum
- Chrysosoma moderatum
- Chrysosoma molestum
- Chrysosoma monilicorne
- Chrysosoma mutilatum
- Chrysosoma nalensis
- Chrysosoma nanlingense
- Chrysosoma negotiosum
- Chrysosoma nemocerum
- Chrysosoma neoliberia
- Chrysosoma nguemba
- Chrysosoma nigricoxatum
- Chrysosoma nigrofasciatum
- Chrysosoma nigrohalteratum
- Chrysosoma nigrolimbatum
- Chrysosoma nitidifrons
- Chrysosoma niveoapicale
- Chrysosoma njalense
- Chrysosoma nobile
- Chrysosoma nobilissimum
- Chrysosoma nonnitens
- Chrysosoma norma
- Chrysosoma noumeanum
- Chrysosoma nubeculosum
- Chrysosoma nudifrons
- Chrysosoma obscuratum
- Chrysosoma obscuripes
- Chrysosoma oculatum
- Chrysosoma orciferum
- Chrysosoma ostentatum
- Chrysosoma ovale
- Chrysosoma pacificum
- Chrysosoma pagdeni
- Chrysosoma palapes
- Chrysosoma pallidum
- Chrysosoma pallipilosum
- Chrysosoma papuasinum
- Chrysosoma parapunctinerve
- Chrysosoma parile
- Chrysosoma parvicucullatum
- Chrysosoma patellifer
- Chrysosoma pauper
- Chrysosoma pauperculum
- Chrysosoma pelagica
- Chrysosoma pernigrum
- Chrysosoma perplexum
- Chrysosoma persplendidum
- Chrysosoma perturbans
- Chrysosoma petersi
- Chrysosoma petulans
- Chrysosoma pexum
- Chrysosoma philippinense
- Chrysosoma piliseta
- Chrysosoma piriforme
- Chrysosoma placens
- Chrysosoma planitarse
- Chrysosoma platychirus
- Chrysosoma platypum
- Chrysosoma plumifer
- Chrysosoma pomeroyi
- Chrysosoma posterum
- Chrysosoma praecipuum
- Chrysosoma praelatum
- Chrysosoma principale
- Chrysosoma proliciens
- Chrysosoma prolongatum
- Chrysosoma protarsatum
- Chrysosoma protervum
- Chrysosoma provocans
- Chrysosoma pseudocallosum
- Chrysosoma pseudofloccosum
- Chrysosoma pseudogemmarium
- Chrysosoma pseudorepertum
- Chrysosoma pulcherrimum
- Chrysosoma puma
- Chrysosoma punctiforme
- Chrysosoma punctinerve
- Chrysosoma purpurascens
- Chrysosoma pusilum
- Chrysosoma quadratum
- Chrysosoma ramiseta
- Chrysosoma repertum
- Chrysosoma rhopaloceras
- Chrysosoma robustum
- Chrysosoma rubicundum
- Chrysosoma ruyuanense
- Chrysosoma saegeri
- Chrysosoma sagax
- Chrysosoma salomone
- Chrysosoma saonekense
- Chrysosoma sauteri
- Chrysosoma savicensis
- Chrysosoma schistellum
- Chrysosoma schmidti
- Chrysosoma schoutedeni
- Chrysosoma semicomatum
- Chrysosoma senegalense
- Chrysosoma serratum
- Chrysosoma seticorne
- Chrysosoma seticoxa
- Chrysosoma setipes
- Chrysosoma setosum
- Chrysosoma shentorea
- Chrysosoma shixingense
- Chrysosoma siderum
- Chrysosoma sigma
- Chrysosoma sigmatinerve
- Chrysosoma signatum
- Chrysosoma simplex
- Chrysosoma singulare
- Chrysosoma solitarium
- Chrysosoma speciosum
- Chrysosoma spinifer
- Chrysosoma splendidum
- Chrysosoma squamifer
- Chrysosoma stolyarovi
- Chrysosoma stragulum
- Chrysosoma strenuum
- Chrysosoma stubbsi
- Chrysosoma subpatellatum
- Chrysosoma subrectum
- Chrysosoma sugdeni
- Chrysosoma sumatranum
- Chrysosoma tanasijtshuki
- Chrysosoma tantanoola
- Chrysosoma tenuipenne
- Chrysosoma tenuipes
- Chrysosoma terminatum
- Chrysosoma townesi
- Chrysosoma tractatum
- Chrysosoma tricrinitum
- Chrysosoma trifasciatus
- Chrysosoma trigemmans
- Chrysosoma triligatum
- Chrysosoma trisignatum
- Chrysosoma triumphator
- Chrysosoma tuberculatum
- Chrysosoma tuberculicorne
- Chrysosoma tweedensis
- Chrysosoma undulatum
- Chrysosoma ungulatum
- Chrysosoma vagator
- Chrysosoma waigeense
- Chrysosoma vanum
- Chrysosoma varivittatum
- Chrysosoma viduum
- Chrysosoma villosipes
- Chrysosoma vittatum
- Chrysosoma vividum
- Chrysosoma woodi
- Chrysosoma xanthocyaneum
- Chrysosoma xanthodes
- Chrysosoma yapense
- Chrysosoma yunnanense
- Chrysosoma zaitzevi
- Chrysosoma zengchengense
- Chrysosoma zephyrum
- Chrysosoma zinovjevi